# Águas Boas e Forles
Águas Boas e Forles (oficialmente, União das Freguesias de Águas Boas e Forles) é uma freguesia portuguesa do município de Sátão, com 14,62 km² de área e 227 habitantes (censo de 2021). A sua densidade populacional é 15,5 hab./km².

## História
Foi criada aquando da reorganização administrativa de 2012/2013,  resultando da agregação das antigas freguesias de Águas Boas e Forles.

## Demografia
A população registada nos censos foi:
| Distribuição da População por Grupos Etários | Distribuição da População por Grupos Etários | Distribuição da População por Grupos Etários | Distribuição da População por Grupos Etários | Distribuição da População por Grupos Etários |
| -------------------------------------------- | -------------------------------------------- | -------------------------------------------- | -------------------------------------------- | -------------------------------------------- |
| Ano                                          | 0-14 Anos                                    | 15-24 Anos                                   | 25-64 Anos                                   | > 65 Anos                                    |
| 2001                                         | 29                                           | 56                                           | 161                                          | 72                                           |
| 2011                                         | 19                                           | 21                                           | 118                                          | 79                                           |
| 2021                                         | 14                                           | 15                                           | 93                                           | 105                                          |

À data da junção das freguesias, a população registada no censo anterior (2011) foi:
| Freguesia atual                             | Freguesia atual  | Freguesia atual | Freguesias antigas | Freguesias antigas | Freguesias antigas |
| Freguesia                                   | População (2011) | Área (km²)      | Freguesia          | População (2011)   | Área (km²)         |
| ------------------------------------------- | ---------------- | --------------- | ------------------ | ------------------ | ------------------ |
| União das Freguesias de Águas Boas e Forles | 237              | 14,62           | Águas Boas         | 172                | 7,95               |
| União das Freguesias de Águas Boas e Forles | 237              | 14,62           | Forles             | 65                 | 6,67               |